# Братская улица (Москва)
Бра́тская у́лица (1940-е — 1968 гг. — Товарищеская улица) — улица с односторонним автомобильным движением; расположена в восточной части района Перово, западной части района Новогиреево Восточного административного округа города федерального значения Москва, Российская Федерация. Проходит от Новогиреевской улицы до 1-й Владимирской улицы. Пересекает 2-ю Владимирскую улицу. Нумерация домов начинается от пересечения улицы с 1-й Владимирской улицей. Покрытие — асфальт, улица имеет освещение.

## Географическое положение
Прямой проезд (проходящий по направлению с юга-запада на северо-восток); проходит по северным границам 19-го, 26-го микрорайонов Перова (района «Новогиреево») и 14-го микрорайона Перова (района «Перово»), по южным границам 13-го микрорайона Перова (района «Перово») и 18-го микрорайона Перова (района «Новогиреево»). Братская улица соединяет между собой три крупных улицы двух соседствующих районов — 1-ю Владимирскую, 2-ю Владимирскую и Новогиреевскую. Западнее, на территории 8-го микрорайона Перова, расположен аквапарк «Карибия»; в центральной части расположен комплекс многоэтажных жилых домов (2-я Владимирская, 45 (2006 год); Зелёный проспект, 22), здания управы районов «Перово» и «Новогиреево» (Зелёный проспект, 20), торговых центров (супермаркет «Билла» и др.). Также в центральной части Братской улицы, расположен Парк на Зелёном проспекте.

### Описание
Длина проезжей части — 1,2 км, красная линия — от края ленты тротуара до 34,5 от обочины проезжей части улицы.

## Происхождение названия
Улица названа в честь действующей Братской гидроэлектростанции, расположенной на сибирской реке Ангаре в городе Братске Иркутской области. Именование связано с расположением Братской улицы в восточной части Москвы. Название «Братская улица» утверждено 24 октября 1968 года.

## История
Улица Товарищеская появляется на картах в 1940-е годы в составе посёлка Перово Поле, сооружённого вокруг совхоза «Олёшино». Совхоз организован в 1939 году. По состоянию на 1952 год: улица Товарищеская проходила от Перовского проезда (современная 2-я Владимирская улица) до западных границ посёлка Ново-Гиреево (до современной Мартеновской улицы); на улицу выходят фасады 27 зданий (по северной стороне), 29 зданий (по южной стороне), вокруг многих зданий разбиты сады. В восточной части располагался стадион, разобранный к 1960-м годам. В 1960 году Товарищеская улица входит в состав Калининского района города Москва, СССР. Спустя 8 лет улица была переименована в связи переименования проездов с дублирующимся названием (современная Товарищеская улица расположена в районе «Царицыно»). В 1960-е годы Товарищеская улица была продлена на запад. до 1-й Владимирской улицы.

## Застройка
Застройка улицы индивидуальными жилыми строениями (в том числе и дачными домами) сложилась в 1940-е — 1950-е годы. Во многом, это небольшие по площади, малоэтажные сооружения. Вокруг некоторых были разбиты фруктовые сады (бо́льшее количество которых было расположено между Комсомольской и 8-го Марта улицами посёлка Перово Поле (позже города Перово)). В первой половине 1960-х годов ликвидируются индивидуальные здания, в 1967 году сданы первые типовые дома (по Братской улице).

## Примечательные здания и сооружения
По Братской улице зарегистрировано 48 строений (из них — 26 жилых домов).
К примечательным зданиям и сооружениям  (выделяющиеся из общего ряда современных жилых строений) можно отнести жилой комплекс из двух многоэтажных домов (2-я Владимирская улица, 45; Зелёный проспект, 22; сооружены в 2006 году, к Братской улице стоят торцами), здание управы районов «Перово» и «Новогиреево» с рампами и сквером (оснащён детской площадкой, грунтовыми дорожками, освещением), здание бывшего Центрального универсама Перовского района (Зелёный проспект, 24; ныне торговый комплекс), Новогиреевский сквер, памятник «Оставшимся без погребения» (памятник установлен в 1992 году в честь погибших в ходе Афганской войны (1979 — 1989) воинов-москвичей; автор — скульптор, авангардист В. А. Сидур (1924 — 1986)).

## Транспорт
Улица с односторонним движением транспорта, направление движения от Новогиреевской улицы в сторону 1-й Владимирской улицы.
По Братской улице маршруты наземного общественного транспорта не проходят. Ближайшие остановки автобусов расположены на 1-й Владимирской, 2-й Владимирской и Новогиреевской улицах: «Аптека» (т53, 7, 659), «Метро „Перово“» (7, 617, 620, 842 в сторону Перовской и Кусковской улиц), «Детский универмаг» (т30, 7, 36, 776, 787 в сторону Мартеновской, Полимерной и Перовской улиц).
Ближайшая станция метро —  Перово Калининской линии. Станция находится в пределах шаговой доступности от Братской улицы.